# Ressource zur Concordia
Die Ressource zur Concordia war eine Theatergesellschaft in Berlin von 1807 bis 1859.

## Geschichte

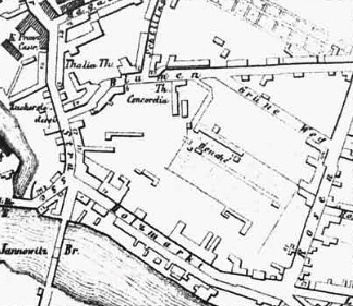
Lageplan des „Concordia-Theaters“ 1852

Im Jahre 1800 gründete sich die Schauspielergesellschaft Ressource zur Harmonie, die ab 1802 ihren Sitz in der Lehmgasse 9 (ab 1816 Blumenstraße) hatte. Sie hatte zunächst 17 Gründungsmitglieder, 1802 waren es 50, darunter 12 Schauspieler und acht Schauspielerinnen.
1807 gründete sich als Nachfolgegesellschaft die Ressource zur Concordia mit 54 Mitgliedern. 1812 gab sie sich neue Statuten, die unter anderem Domestiken, Juden, minderjährige Jugendliche und niedere Militärs unter dem Rang eines Feldwebels als Mitglieder nicht zuließen. Auch staatskritische Äußerungen wurden nicht geduldet.
Die Gesellschaft baute sich ein kleines Privattheater in der Alexanderstraße 26 in der Vorstadt vor dem Stralauer Tor, das 1822 offenbar noch nicht vollständig fertiggestellt war. Dort wurde alle 14 Tage sonntags ein Theaterstück gezeigt.  Die Schauspieler waren meist Mitglieder der Gesellschaft. Die Vorstellungen durften formalerweise nur über einen Kontakt zu einem Vereinsmitglied besucht werden und waren ohne Eintrittskarten. Stattdessen wurden die Programme zu den üblichen Eintrittspreisen verkauft. So wurde der Status einer geschlossenen, privaten Gesellschaft gewahrt, da es in dieser Zeit nicht möglich war, eine offizielle Theaterkonzession zu erhalten. Gespielt wurden dramatische Schauspiele, zum Beispiel von Iffland und Schiller, und Lustspiele.
Seit etwa 1845 wurde ein Theaterneubau in der nahegelegenen Blumenstraße 9 genutzt, neben dem alten Thalia-Theater, das den Spitznamen Grüne Neune hatte.
1859 löste sich die Theatergesellschaft Concordia auf. Das Theater wurde von einem Bürgerkonsortium für die Theatergesellschaft Thalia erworben und später erst zum Nowack-Theater und dann zum Residenz-Theater umgebaut.